# Brasão de armas das Bermudas
O brasão de armas das Bermudas reproduz um leão vermelho segurando um escudo com o retrato de um naufrágio. O leão vermelho é o símbolo da Inglaterra, e alude à relação que as Bermudas têm com esse país. O navio naufragado é o Sea Venture (navio do século XVII supostamente inspirador da peça A Tempestade de William Shakespeare). O navio foi propositadamente direccionado contra os recifes das Bermudas pelo Almirante Sir George Somers em 1609, para evitar que se afundasse numa tempestade. Todos os tripulantes sobreviveram, resultando na colonização da ilha.
No século XX, o brasão foi adicionado ao pavilhão vermelho de modo a criar uma bandeira colonial distinta (a bandeira nacional é a Union Jack que fica no cantão), e à bandeira do Governador das Bermudas. O brasão aparece na capa da edição de 1624 de A História Geral da Virgínia, Nova Inglaterra e Ilhas Summer (Ilhas Somers é outro nome para as Bermudas, celebrando o Almirante Somers), pelo Capitão John Smith.